# سلبوغة سمراء
سلبوغة سمراء (الاسم العلمي:Solpuga suffusca) هي نوع من العنكبوتيات يتبع جنس السلبوغة من الفصيلة السلبوغية.